# Sió-csatorna kerékpárút
A Sió-csatorna kerékpárút egy kerékpárút Siófok és Siójut között Somogy vármegyében, mely a Sió jobb partja mentén húzódik, a kerékpárút ezáltal a Balatoni kerékpárút kiegészítőszakasza. Az említett településeken kívül Balatonszabadi és Ádánd is megközelíthető a kerékpárúton. Hossza: 12 km. A kerékpárút a megyehatárnál egyelőre folytatás nélkül ér véget.

## Ismertetés
A kerékpárutat 2006 augusztus 18-án adták át. Az út költsége 140 millió forint volt, melynek kilencven százalékát az Európai Unió állta az Orpheusz-program keretében. 2010 tavaszán Siófoknál mintegy 150 méteren beomlott a kerékpárút egy része, mert az akkori viharok átnedvesítették a Sió-csatorna partját, aminek következtében az megcsúszott, ezért átmenetileg ezt a szakaszát elzárták a kerékpáros és gyalogos forgalom elől.

## Nyomvonal
A kerékpárút Siófokról kiindulva a Sió-csatorna partja mentén ér el a Siójutot és Balatonszabadit összekötő úthoz, mely egy híddal keresztezi a Siót, itt tud a kerékpáros az útra felhajtva az említett települések felé továbbkerékpározni. A kerékpárút mintegy 3 km hosszan tovább követi még a Sió medrét, majd egyszer csak véget ér, ahol már a szomszédos Fejér vármegye területe kezdődik, így a kerékpárút gyakorlatilag befejezetlen.